# Myszyna (przystanek kolejowy)
Myszyna – zlikwidowany przystanek kolei wąskotorowej w Skrzydłowie, w województwie zachodniopomorskim, w Polsce. Został zlikwidowany po 1945 roku.